# Adenomera araucaria
Adenomera araucaria é uma espécie de anfíbio da família Leptodactylidae. Endêmica do Brasil, pode ser encontrada na Serra Geral nos estados de Santa Catarina e Rio Grande do Sul.